# Parasanaa
Parasanaa is een geslacht van rechtvleugeligen uit de familie sabelsprinkhanen (Tettigoniidae). De wetenschappelijke naam van dit geslacht is voor het eerst geldig gepubliceerd in 1944 door Beier.

## Soorten
Het geslacht Parasanaa  is monotypisch en omvat slechts de volgende soort:
- Parasanaa donovani (Donovan, 1834)